# 拉沙佩勒费尔库尔
拉沙佩勒费尔库尔（法語：La Chapelle-Felcourt，法語發音：[la ʃapɛl fɛlkuʁ]）是法国马恩省的一个市镇，位于该省东北部，属于香槟沙隆区。

## 地理
拉沙佩勒费尔库尔（49°2'42"N, 4°45'19"E）面积9.58 平方千米，位于法国大東部大區马恩省，该省份为法国东北部内陆省份，北起阿登省，西北接埃纳省，西南接塞纳-马恩省，南至奥布省，东南接上马恩省，东临默兹省。
与拉沙佩勒费尔库尔接壤的市镇（或旧市镇、城区）包括：日佐库尔、拉普塞库尔、欧沃河畔圣马尔、瓦尔米、瓦勒蒙。
拉沙佩勒费尔库尔的时区为UTC+01:00、UTC+02:00（夏令时）。

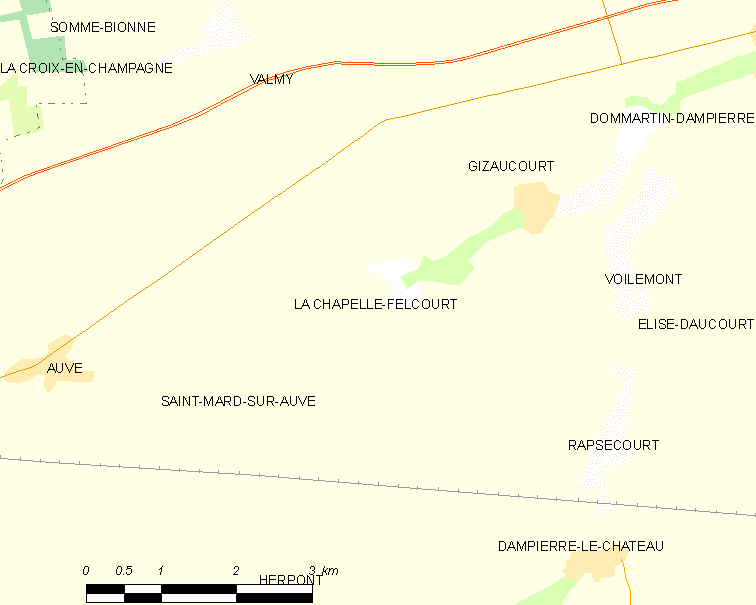
拉沙佩勒费尔库尔的OSM定位图

## 行政
拉沙佩勒费尔库尔的邮政编码为51800，INSEE市镇编码为51126。

## 政治
拉沙佩勒费尔库尔所属的省级选区为阿戈讷-叙普-韦勒县。

## 人口

1962-2008年间拉沙佩勒费尔库尔人口变化图示

拉沙佩勒费尔库尔于2022年1月1日时的人口数量为45人。